# Her Loss
Her Loss (укр. «Її проблеми») — дебютний спільний студійний альбом канадського репера Drake та американського репера 21 Savage. Прем'єра на цифрових платформах відбулася 4 листопада 2022 року.
Альбом дебютував на 1-му місці у світових чартах Apple Music та Spotify.

## Передісторія
Спільна музична діяльність реперів розпочалася ще в 2016 році з синглу Sneakin'. Згодом виходили такі спільні треки, як Issa (2017), Mr. Right Now (2020) та Knife Talk (2021). 17 червня 2022 року Дрейк випустив альбом Honestly, Nevermind, де завершальною стала пісня за участю Севеджа Jimmy Cooks, який очолив список Billboard Hot 100.
22 жовтня, у день народження 21 Savage, вийшов кліп на трек Jimmy Cooks, який на середині був перерваний анонсом нового альбому з текстом «Her Loss — Album by Drake and 21 Savage — October 28, 2022» (укр. «Her Loss — Альбом Drake та 21 Savage — 28 жовтня 2022 року»). Згодом лейбли OVO Sound та Republic Records офіційно підтвердили вихід майбутнього релізу на сторінках у соцмережах. 26 жовтня Дрейк повідомив про відкладення дати виходу альбому на тиждень у зв'язку з виявленням коронавірусної хвороби в продюсера OVO. Список композицій оприлюднили 3 листопада.

## Обкладинка
Обкладинкою альбому є фотографія японської манікюрниці та стриптизерки Кіани Ясукі, зроблена за три роки до виходу релізу. Світлина була помічена репером Lil Yachty, який і запропонував знімок в якості обгортки.

## Список композицій
До альбому ввійшло 16 композицій. Пісні «BackOutsideBoyz», «Middle of the Ocean», «Jumbotrom Shit Poppin», «I Guess It's Fuck Me» виконані виключно Дрейком, «3AM on Glenwood» виключно Севеджем. Трек «Pussy & Millions» виконаний за участю Тревіса Скотта.
| #     | Назва                                       | Тривалість |
| ----- | ------------------------------------------- | ---------- |
| 1.    | «Rich Flex»                                 | 3:59       |
| 2.    | «Major Distribution»                        | 2:50       |
| 3.    | «On BS»                                     | 4:21       |
| 4.    | «BackOutsideBoyz» (у виконанні Drake)       | 2:32       |
| 5.    | «Privileged Rappers»                        | 2:40       |
| 6.    | «Spin Bout U»                               | 3:34       |
| 7.    | «Hours in Silence»                          | 6:39       |
| 8.    | «Treacherous Twins»                         | 3:00       |
| 9.    | «Circo Loco»                                | 3:56       |
| 10.   | «Pussy & Millions» (за участю Travis Scott) | 4:02       |
| 11.   | «Broke Boys»                                | 3:45       |
| 12.   | «Middle of the Ocean» (у виконанні Drake)   | 5:56       |
| 13.   | «Jumbotron Shit Poppin» (у виконанні Drake) | 2:17       |
| 14.   | «More M's»                                  | 3:41       |
| 15.   | «3AM in Glenwood» (у виконанні 21 Savage)   | 2:58       |
| 16.   | «I Guess It's Fuck Me» (у виконанні Drake)  | 4:23       |
| 60:33 |                                             |            |

## Нотатки
1. ↑  У англійській мові вираз «It's someone's loss» вживається, якщо хтось вважає, що особа могла б отримати допомогу або насолоду від того, чого вона вирішила не робити або не мати. Український відповідник — «Це його/її проблеми». Приклад: «If she doesn't want to come to the party, it's her loss» («Якщо вона не хоче прийти на вечірку, це її проблеми»).